# BioWare
BioWare es una empresa canadiense fundada en 1995 dedicada al desarrollo de videojuegos.
Es famosa por haber desarrollado videojuegos de rol occidental para PC muy exitosos como las sagas Neverwinter Nights, Baldur's Gate, Dragon Age, Star Wars: Knights of the Old Republic y Mass Effect.
La compañía fue fundada por Casey Hudson, David Gaider, Ray Muzyka y Greg Zeschuk. Actualmente Bioware está dividida en seis sub-ramas: BioWare Edmonton, BioWare Austin, BioWare Mythic, BioWare Montreal, BioWare Ireland y BioWare San Francisco, conocidos como el grupo BioWare.
En el año 2007 fue adquirida por Electronic Arts.

## Juegos
- Shattered Steel (1996)
- Baldur's Gate (1998)
  - Baldur's Gate: Tales of the Sword Coast (1999)
- MDK2 (2000)
- Baldur's Gate II: Shadows of Amn (2000)
  - Baldur's Gate II: Throne of Bhaal (2001)
- Neverwinter Nights (2002)
  - Neverwinter Nights: Shadows of Undrentide (2003)
  - Neverwinter Nights: Hordes of the Underdark (2003)
- Star Wars: Knights of the Old Republic ("KotOR") (2003)
- Jade Empire (2005)
- Mass Effect (2007)
- Sonic Chronicles: The Dark Brotherhood (2008)
- Dragon Age: Origins (2009)
  - Dragon Age: Origins - El Despertar (2010)
- Mass Effect 2 (2010)
- Dragon Age II (2011)
- Star Wars: The Old Republic (2011)
- Mass Effect 3 (2012)
- Dragon Age Inquisition (2014)
- Mass Effect: Andromeda (2017)
- Anthem (2019)
- Dragon Age: The Veilguard (2024)